# 人生に乾杯!
『人生に乾杯!』（じんせいにかんぱい、原題：Konyec）は、2007年にハンガリーで公開された映画。第38回ハンガリー映画週間で観客賞・部門賞を受賞した。アメリカン・ニューシネマの名作「俺たちに明日はない」や「バニシング・ポイント」の老人版といえる映画である。

## あらすじ
1950年代後半の社会主義時代のハンガリーで、労働者階級出身の共産党員・エミル（エミル・ケレシュ）と伯爵令嬢のヘディ（テリ・フェルディ）は運命的な出会いで恋に落ち、やがて結婚する。数十年後、時代は変わり老夫婦となった二人は毎月の僅かな年金での暮らしを余儀なくされ、電気代も満足に払えないほど貧しかった。そして、ついに借金のカタに夫婦の出会いのきっかけとなった大事なイヤリングを取られてしまう。自分の不甲斐なさと、老人に冷たい社会に怒りを覚えたエミルは愛車・チャイカ（Chaika）を走らせ郵便局に強盗に入り、その紳士的なやり方にもかかわらず成功する。そして妻のヘディと共に警察の追手から逃れながら、各地で強盗を繰り返す。やがて、老夫婦が起こした連続強盗事件は、同じく窮乏にあった国内の老人を中心に同情を集め、時に賞賛され、ついに模倣犯まで出現するに至った。

## 登場人物
キシュ
81歳。集合住宅に夫婦で年金暮らしをしており、余裕のない生活をしている。几帳面で物持ちがよく、無類の本好きで多くの本を所有している。あまり社交的ではないが穏やかな人柄。高齢で腰痛持ちであること以外は元気である。過去に共産党の運転手を30年間勤めていた。古いトカレフを所持し、1958年製のチャイカ(本人は『ウインド・バード』の愛称で呼んでいる)という車を大事に乗っている。未払いの家賃を取り立てに来た執行官にヘディが大事なイヤリングを差し出すという自身の不甲斐なさから、単独で強盗事件を起こす。
ヘディ
キシュの妻。70歳。持病の糖尿病があり、日に何度かインスリン注射を射っている。本人によると看護師の資格を持っているとのこと。若い頃にキシュに助けられたことから親密になり、その後夫婦となる。キシュのことを誰かが馬鹿にすると毅然とした態度で反論したり、逆に褒められると自分のことのように誇りに思う。警察から捜査協力を受けて強盗事件を起こして逃げていたキシュと落ち合うが、そのまま二人で逃亡する。

### 警察関係
アギ
女性警部補で、アンドルとは仕事では上司と部下の関係。プライベートではアンドルの彼女だが彼の浮気により別れ話を切り出す。アンドルとコンビを組んで強盗犯のキシュとヘディの捜査に携わる。
アンドル
刑事。何か手柄を立てて警部補に昇進したいと考えている。管轄外の事件に首を突っ込んだり、単独行動を取るなど勝手な行動をしている。また、アギという彼女がいるのにストリッパーと浮気するなどあまり素行が良くない。強盗事件を重ねて逃亡するキシュとヘディを追跡する。
エレク
アンドルの同僚。アンドルとスピード違反の取り締まりでコンビを組む。仕事柄車に詳しく、目の前を通り過ぎた車を見て即座に車種を言い当てている。
アンドルの同僚
警察署内でアンドルの浮気話が広まり、そのことをネタにアンドルをからかう。また女好きで、アンドルの浮気相手を口説こうとしたり、アギにアンドルの生々しい浮気写真を見せて気を引こうとする。
エルデーイ県警署長
ストリッパーとハメを外したり、単独で勝手な捜査をするアンドルをたしなめる。後に逃亡生活を送るキシュとヘディを逮捕するために部隊の指揮をとる。

### キシュが訪れる強盗先の人たち
郵便局の局員
キシュが最初に強盗をした郵便局の女性局員。窓口でキシュから金を要求されるが物腰が柔らかなため、冗談かと思い本気にしない。しかし隠し持っていたトカレフを目にして要求を飲む。
ガソリンスタンドの男性従業員たち
ガソリンスタンドに併設されている雑貨屋に二人で働いている。キシュが強盗に訪れた時に「この銃に空砲は1発のみ」と言ったことを証言する。この言葉はアギによると『キエフの恐怖』と呼ばれる事件の犯人の言葉を引用したものと言われている。
銀行の行員たち
受付に二人の女性行員がいるが、作中では客が一人もいない時間帯らしく勤務中にもかかわらず二人とも持ち場を離れる。
ティモティ
銀行の上司。キシュとヘディが強盗に訪れたが、上記の通り誰もいない状態で警報も鳴らなかったため、その後向かいの住人の通報により来た警察によって事態を知る。
チーク
宝石商の店主。キシュが強盗に入った時は気付かなかったが、実は共産党員時代のキシュの元同僚。キシュによると過去にキシュを裏切る証言をしたとのこと。

### その他の主な人物
ヘディの隣人
ヘディと同じアパートの隣人で、姉妹かは不明だが女性二人で暮らす。ヘディとはお年寄り同士で仲が良く、クッキーなどを食べながら一緒にテレビを見るなどしている。
ドン・ホアニート
キシュの古い友人。キューバ人。自分の家の道路にレンガで壁を作って簡単に入れないようにするなどちょっと変わった人物。壁を壊せるように改造した大きな車を所持している。逃亡中のキシュとヘディを家に匿うが、一つの条件を出す。
熟女の娼婦
モーテルの近くで独り車の中にいたキシュと偶然出会い、商売をしようとするが断られる。後日警察でその時のことを証言するが、見栄を張って「私を買おうとした」と嘘をつく。
ホテルのフロント係
キシュとヘディが泊まったホテルの男性従業員。ほどなくして二人に50万フォリントの懸賞金がかけられていることをテレビで知って情報を提供する。
銀行の向かいのアパートに住む男
ティモティが働く銀行にこれまでに何度かローン申請をするが断られている。そのせいでティモティをよく思っておらず、裏社会と通じて分け前をもらっているなどと勝手に妄想している。

## キャスト
- エミル・ケレシュ
- テリ・フェルディ
- ユディト・シェル
- ゾルターン・シュミエド
- ロシック・ジョコ

## スタッフ
- 監督：ガーボル・ロホニ
- 製作：モーニカ・メーチェ、エルネー・メシュテルハーズィ
- 製作総指揮：カーロイ・フェヘール
- 原作：ポジュガイ・ジョルト
- 脚本：バラージュ・ロヴァシュ
- 台詞：ヤーゲル・バルナ
- 撮影：ペーテル・サトマーリ
- 衣装：ヤーノシュ・ブレツクル
- 音楽：カーボル・マダラース
- 主題曲：キシュ・ティボル
- 編集：イシュトヴァーン・キラーイ
- 音響効果：ガーボル・バラージュ
- プロダクション・デザイン：フイベール・バラージュ
- 共同製作：ポーシュ・アンドラーシ、ショーン・C.ポールュ